# Afristivalius richardi
Afristivalius richardi är en loppart som först beskrevs av Jordan 1936.  Afristivalius richardi ingår i släktet Afristivalius och familjen Stivaliidae. Inga underarter finns listade i Catalogue of Life.